# Année européenne du rail
L'année européenne du rail désigne le choix du parlement européen de mettre le rail et la mobilité ferroviaire à l'honneur dans l'Union européenne  lors de l'année 2021.   

## Historique
En juin 2020 Anna Deparnay-Grunenber, membre du Parti Vert Européen présente un projet de rapport à la Commission du Transport et du Tourisme (TRAN) en sa qualité de Rapporteur.  
Le 14 octobre 2020, le TRAN vote presque à l'unanimité le projet d'Année Européenne du Rail.
Le 4 mars 2020, la Commission Européenne publie une proposition portant sur la création d'une Année Européenne du Rail afin qu'elle soit soumise à l'examen du Parlement et du Conseil européens. 
Le 24 juin 2020, le Conseil de l'Union Européenne apporte son soutien à la proposition et renvoie un mandat de négociation aux délégations chargées du dossier. 
Le 23 décembre 2020, la décision nº2020/2228 du Parlement Européen et du Conseil, publiée sur le Journal Officiel de l'Union Européenne, entérine la création d'une Année Européenne consacrée au rail. 
Cet évènement dédié à la mobilité sur rail s'insère dans un contexte politique fortement influencé par la pandémie de Covid-19 et par les projets de relance économique axés sur la transition énergétique dont le Pacte Vert pour l'Europe fait figure de pilier central,. 

## Objectifs
- Promouvoir la mobilité durable, en accord avec les objectifs du Pacte Vert pour l'Europe et plus globalement dans un souci de transition énergétique et de désengagement des énergies fossiles.
- Rediriger le transport de fret vers les rails pour respecter les objectifs de réduction de l'impact environnemental du transport routier.
- Intégrer et mieux connecter les différentes lignes de transport ferroviaire au sein de l'Union Européenne[8],[9].
- Favoriser l'extension des lignes ferroviaires dans les régions européennes moins développées et plus dépendantes au transport sur route, notamment dans le sud de l'Europe[8].
- Revaloriser les lignes ferroviaires abandonnées ou peu sollicitées[10].

## Initiatives

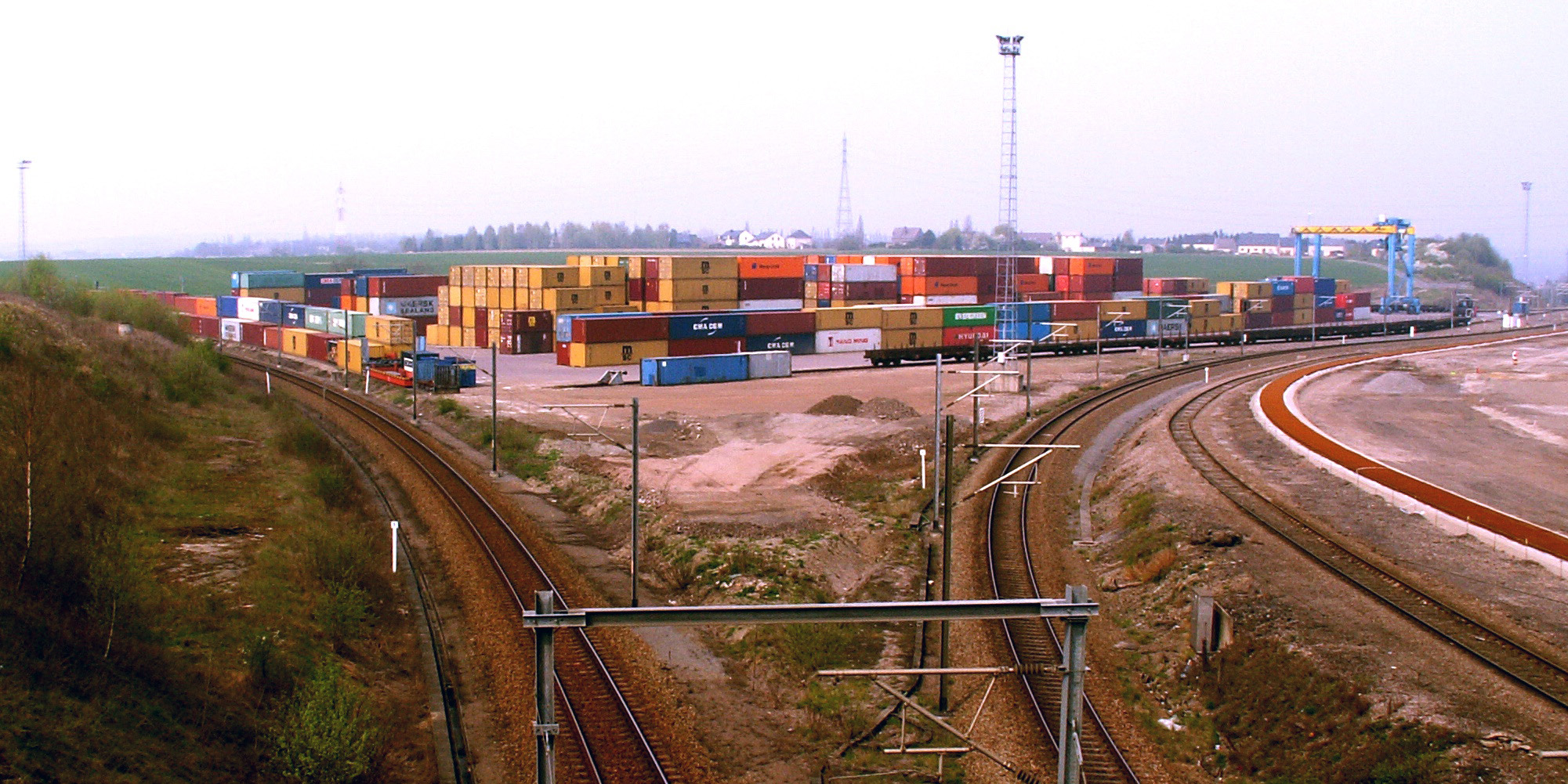
Le projet de reconstruction de la ligne ferroviaire transfrontalière reliant Athus et son port sec (Belgique) à Mont-Saint-Martin (France), profita de l'année européenne du rail pour être inauguré, en mai 2021.

En décembre 2020, la SNCF, l'ÖBB (Chemins de fer Fédéraux Autrichiens), la Deutsche bahn (Société par actions du chemin de fer allemand) et la SBB (Chemins de fer Fédéraux Suisses) signent un accord pour coopérer au développement de quatre lignes Nightjet supplémentaires qui relieront dès 2021 les villes de Vienne, Munich, Paris, Zurich, Cologne et Amsterdam. Une liaison ferroviaire nocturne entre Zurich et Barcelone est prévue à l'horizon 2024,. 
La coopérative collective Les Oiseaux de Passage lance un appel à la collaboration pour créer un catalogue d'offre touristique en Europe autour du rail et de la mobilité durable, avec des liaisons ferroviaires et maritimes entre l'Allemagne et la Sardaigne, créant une offre touristique qui s'affranchirait du transport aérien,. 
Le 11 février 2021 l'association La Maison de l'Europe de Paris a organisé une conférence sur l'Année Européenne du Rail à laquelle a participé Karima Delli, présidente de la Commission des transports et du tourisme.  
Le 29 mars 2021 la Commission Européenne, sous la Présidence du Portugal, a organisé le lancement officiel de l'Année Européenne du Rail.
Le 27 mai 2021, eut lieu l'inauguration d'un projet de reconstruction de la ligne ferroviaire transfrontalière reliant Athus et son terminal conteneurs (Belgique) à Mont-Saint-Martin (France). Cette ligne, jouxtant le tripoint Belgique-France-Luxembourg, au cœur du Pôle européen de développement et de son agglomération de plus de 100 000 habitants fut démolie en 1990. L'inauguration de la nouvelle ligne eut lieu en présence du Ministre fédéral belge de la mobilité, Georges Gilkinet et de la commissaire européenne aux transports, Adina-Ioana Vălean.